# Stanwood (Washington)
Stanwood és una població dels Estats Units a l'estat de Washington. Segons el cens de l'1 de juliol de 2009 tenia 5.403 habitants.

## Demografia
Segons el cens del 2000, Stanwood tenia 3.923 habitants, 1.402 habitatges, i 957 famílies. La densitat de població era de 768,9 habitants per km².
Dels 1.402 habitatges en un 42,3% hi vivien nens de menys de 18 anys, en un 51,3% hi vivien parelles casades, en un 12,3% dones solteres, i en un 31,7% no eren unitats familiars. En el 26,7% dels habitatges hi vivien persones soles el 13,8% de les quals corresponia a persones de 65 anys o més que vivien soles. El nombre mitjà de persones vivint en cada habitatge era de 2,65 i el nombre mitjà de persones que vivien en cada família era de 3,22.
Per edats la població es repartia de la següent manera: un 31,5% tenia menys de 18 anys, un 6,6% entre 18 i 24, un 30,6% entre 25 i 44, un 14,5% de 45 a 60 i un 16,9% 65 anys o més.
L'edat mediana era de 34 anys. Per cada 100 dones de 18 o més anys hi havia 81,2 homes.
La renda mediana per habitatge era de 44.512 $ i la renda mediana per família de 52.996 $. Els homes tenien una renda mediana de 40.457 $ mentre que les dones 26.738 $. La renda per capita de la població era de 16.775 $. Aproximadament el 9% de les famílies i el 12% de la població estaven per davall del llindar de pobresa.

## Poblacions més properes
El següent diagrama mostra les poblacions més properes.